# Toulouse-le-Château
Toulouse-le-Château és un municipi francès situat al departament del Jura i a la regió de Borgonya - Franc Comtat. L'any 2007 tenia 209 habitants.

## Demografia

### Població
El 2007 la població de fet de Toulouse-le-Château era de 209 persones. Hi havia 76 famílies de les quals 25 eren unipersonals (8 homes vivint sols i 17 dones vivint soles), 13 parelles sense fills, 34 parelles amb fills i 4 famílies monoparentals amb fills.
La població ha evolucionat segons el següent gràfic:
Habitants censats

### Habitatges
El 2007 hi havia 135 habitatges, 88 eren l'habitatge principal de la família, 36 eren segones residències i 12 estaven desocupats. 130 eren cases i 5 eren apartaments. Dels 88 habitatges principals, 74 estaven ocupats pels seus propietaris, 11 estaven llogats i ocupats pels llogaters i 3 estaven cedits a títol gratuït; 5 tenien dues cambres, 14 en tenien tres, 25 en tenien quatre i 43 en tenien cinc o més. 72 habitatges disposaven pel capbaix d'una plaça de pàrquing. A 35 habitatges hi havia un automòbil i a 42 n'hi havia dos o més.

### Piràmide de població
La piràmide de població per edats i sexe el 2009 era:
| Homes | Edats   | Dones |
| ----- | ------- | ----- |
| 0     | 95 o +  | 0     |
| 4     | 90 a 94 | 0     |
| 0     | 85 a 89 | 4     |
| 0     | 80 a 84 | 0     |
| 12    | 75 a 79 | 4     |
| 8     | 70 a 74 | 0     |
| 4     | 65 a 69 | 4     |
| 8     | 60 a 64 | 12    |
| 0     | 55 a 59 | 0     |
| 8     | 50 a 54 | 0     |
| 0     | 45 a 49 | 4     |
| 8     | 40 a 44 | 4     |
| 0     | 35 a 39 | 12    |
| 4     | 30 a 34 | 0     |
| 0     | 25 a 29 | 12    |
| 4     | 20 a 24 | 4     |
| 4     | 15 a 19 | 8     |
| 0     | 10 a 14 | 12    |
| 16    | 5 a 9   | 0     |
| 4     | 0 a 4   | 4     |

## Economia
El 2007 la població en edat de treballar era de 123 persones, 85 eren actives i 38 eren inactives. De les 85 persones actives 78 estaven ocupades (46 homes i 32 dones) i 7 estaven aturades (2 homes i 5 dones). De les 38 persones inactives 11 estaven jubilades, 10 estaven estudiant i 17 estaven classificades com a «altres inactius».

### Ingressos
El 2009 a Toulouse-le-Château hi havia 92 unitats fiscals que integraven 215 persones, la mediana anual d'ingressos fiscals per persona era de 17.826 €.

### Activitats econòmiques
Dels 9 establiments que hi havia el 2007, 1 era d'una empresa de fabricació d'altres productes industrials, 2 d'empreses de construcció, 3 d'empreses de comerç i reparació d'automòbils, 2 d'empreses de serveis i 1 d'una empresa classificada com a «altres activitats de serveis».
Dels 3 establiments de servei als particulars que hi havia el 2009, 2 eren paletes i 1 perruqueria.
L'any 2000 a Toulouse-le-Château hi havia 16 explotacions agrícoles que ocupaven un total de 36 hectàrees.

## Poblacions més properes
El següent diagrama mostra les poblacions més properes.